# Münsingen (Duitsland)
Münsingen is een gemeente in de Duitse deelstaat Baden-Württemberg, gelegen in het Landkreis Reutlingen. De stad telt 14.480 inwoners.

## Geografie
Münsingen heeft een oppervlakte van 117,01 km² en ligt in het zuidwesten van Duitsland.